# Alfonso Bendi
Alfonso Bendi (Meldola, 24 maggio 1976) è un ex pallavolista italiano.